# Ariana Marie
Ariana Marie (Dallas, 1993. március 15. –) amerikai pornószínésznő, cam-girl és táncos. 2014-ben Marie lett a Penthouse magazin "Miss Novembere", és számos AVN-díjra, XBIZ-díjra és egyéb foglalkozásbeli díjakra jelölték. 2019 júniusától Ariana egyéves exkluzív szerződést kötött, mint színésznő és nagykövet a Vixen stúdióval.

## Életrajz
Marie a texasi Dallasban született ír, német, belga és puerto rico-i származású családba.  Három idősebb testvére van. Gyerekkorában a családja a floridai Clearwaterbe költözött apja munkája miatt, ahol később felnőtt és leérettségizett.  Miután rövid ideig pincérnőként dolgozott,  20 évesen 2013 szeptemberében debütált a pornóiparban. Első jelenete a PornPros számára készült, Giselle Mari és Danny Mountain társaságában. Marie-nak kezdetben jelenetenként 1200 dollárt fizettek, ez az arány "a mai normál tartomány felső határán" volt, de az ügynöke 40 százalékos jutalékot vett fel; Marie kezdetben nem tudta, hogy ez jóval magasabb, mint a szokásos 10-20 százalékos jutalék.  Marie következő ügynöke alacsonyabb díjat számolt fel, de arra is ösztönözte, hogy kevesebb fizetésért dolgozzon olyan társaságokban, amellyel baráti kapcsolatai voltak. Marie kezdetben "a hagyományos pornó cégek számára való forgatásra összpontosított",  olyan stúdiókban dolgozott, mint a Mile High, a Bang Productions, az Adam & Eve, a Girlfriends Films, a Kick Ass Pictures, a Evil Angel, a Pure Play Media és a Pulse Distribution. Dolgozott olyan oldalakkal is, mint a Mofos, a Bang Bros, a HD Passion, a Digital Desire, a Naughty America és a Vixen .
2014 novemberében a Penthouse magazin Pet of the Month-nak választotta .  Ugyanebben a hónapban Twistys Treat of the Month-nak választották .  2015-ben számos Best New Starlet-díjra jelölték az iparágban,  beleértve az AVN-díjakat és az XBIZ-díjakat is ugyanebben a kategóriában,   és az AVN-díjakra a the Best Three-Way Sex Scene Girl / Girl / Boy kategóriában jelölték, Keisha Gray és Manuel Ferrara mellett . 
A pornó filmiparban elért több éves siker után Marie a cam-girl modellkedésbe is belekezdett.  Marie egy 2017-ben a Maxim számára tett interjújában elmondta, hogy a háza "kamerákkal van felszerelve, amelyek szinte minden szobából, beleértve a zuhanyzót is, élő közvetítést adnak a közönségnek" és idézve Marie-t, "összesen nyolc, talán tíz kamera van az egész házban, amelyek a nap 24 órájában közvetítenek", hogy a rajongók megtudhassák, hogy néz ki egy nap Ariana Marie életében ". Egy 2017-es Glamour magazin interjúban Marie kijelentette, hogy "mindig jól teljesítettem az iskolában, de nem tudta lekötni a figyelmemet. Tehát bár biztos vagyok benne, hogy el tudtam volna végezni az egyetemet, nem tudom, hogy lett volna-e türelmem hozzá ".  Azt is megosztotta, hogy felnőtt filmkarrierje hogyan javított a pénzügyi helyzetén:
|  | „Mióta bekerültem a pornóiparba, képes voltam kifizetni az adósságaimat, havonta több ezer dollárt félre tenni a megtakarításaimba, szinte tökéletesre növelni a kredit pontszámomat, saját házat és autót vásárolni, utazni akkor és ahova csak szeretnék, elkezdeni több vállalkozást, segíteni a barátaimat és a családomat ha kell, kifizetni a saját esküvőm, és egy kényelmes, pénzügyileg stresszmentes életet élni. Mindezt, mielőtt betöltöttem volna a 25-öt. Elképzelni sem tudom, hogy ezt elérhettem volna a felnőtt film karrierem nélkül. ” |
|  | |

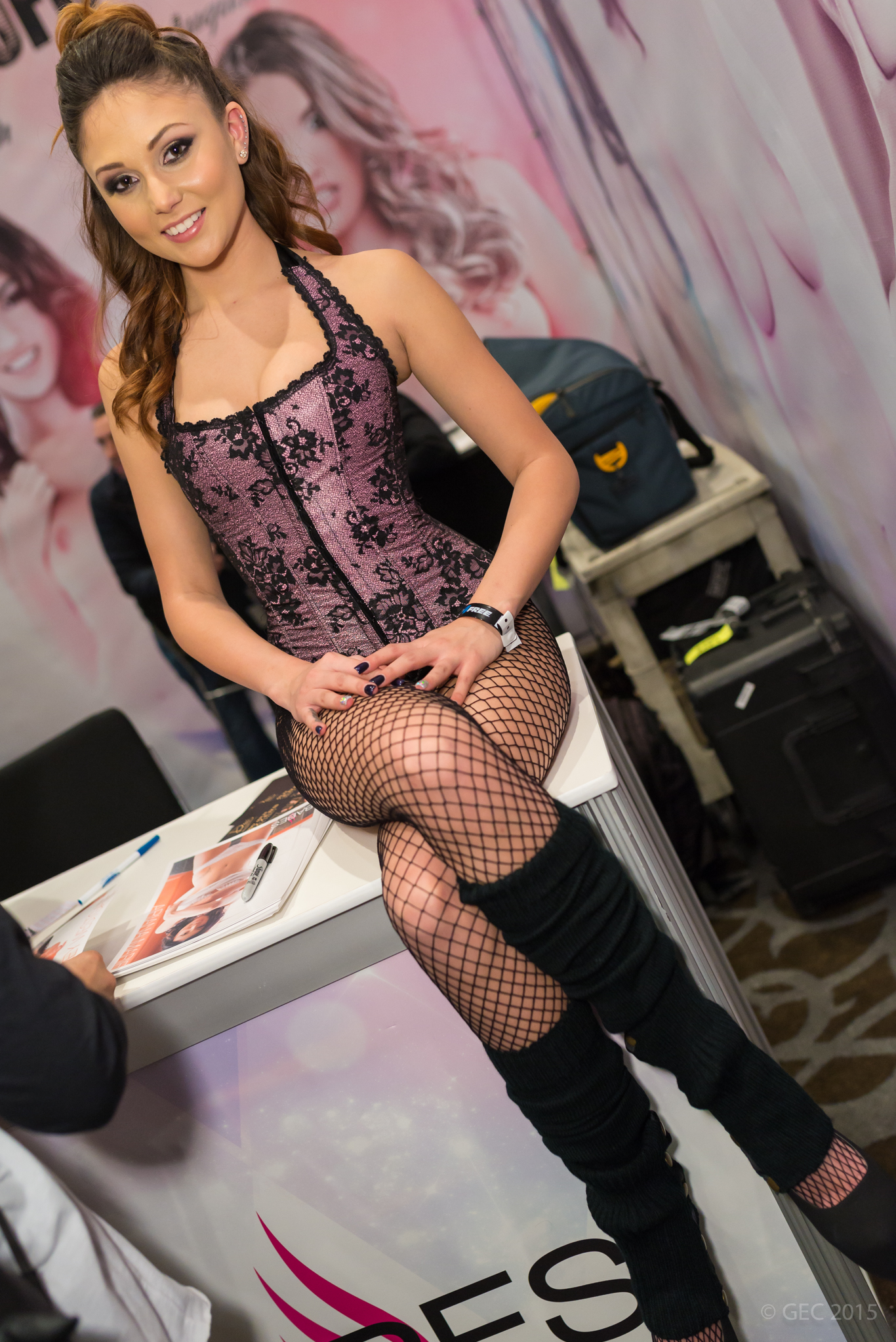
Ariana Marie az AVN Adult Entertainment expón Las Vegasban, 2015. január 22-én

2015-ben Marie nem értett egyet azokkal a törvényjavaslatokkal, amelyek a pornószínészek számára óvszer használatát írnák elő, megjegyezve, hogy ezek zavaróak a filmezés során, és kifejezte bizalmát abban a folyamatban, amelyet az előadók szexuális úton terjedő betegségek kiszűrése miatt tesznek.  Marie egy 2018-as Cosmopolitan cikkben kijelentette, hogy a Lifestyles SKYN óvszerét részesíti előnyben, amely Marie állítása szerint kevesebb irritációt okoz, mint más óvszer. Marie szerint "több olyan fiút is leszoptam, akik viselték, és még csak nem is éreztem szagot vagy ízt. Ez boldoggá tesz, mert normális esetben öklendeznék, de ezektől nem". 2018 augusztusában a The Daily Dot a virtuális valóság 30 legjobb pornósztár egyikének választotta. 
2019-től Marie több mint 160 filmet forgatott. A Twitter, az Instagram és más közösségi oldalakon Marie "együttesen több mint egymillió követővel rendelkezik". 2 tetoválás található a testén, köztük egy 15 a jobb melle fellett és a bal csípőjén. Egy visszavonult pornószínészhez, Jack Spade-hez ment feleségül. 2019-ben, Marie rájött, hogy saját márkája maga készített tartalommal való népszerűsítése jövedelmezőbb, mint más cégeknek dolgozni, bár azóta korlátozottan ismét dolgozik más cégeknek is, hogy "megtartsa helyzetét és elismerését az iparban".

## Díjak
AVN-díjak
- 2015 – Best New Starlet jelölés
- 2015 – Best threesome, female-male-female jelölés (Keisha)
- 2015 – Fan Prize: Most groundbreaking debut actress jelölés
- 2016 – Best threesome, female-male-female jelölés (Slut Puppies 9)
- 2016 – Best threesome, male-female-male jelölés (Just Jillian)
- 2017 – Best anal sex scene jelölés (The Art of Anal Sex 2)
- 2017 – Best Lesbian sex scene jelölés (Let It Ride)
- 2017 – Fan Award: Favorite female artist jelölés
- 2017 – Fan Prize: Media Star
- 2018 – Best anal sex scene (Natural Beauties 2)
- 2018 – Best threesome, male-female-male jelölés (Nerds)
- 2018 – Best threesome, female-male-female jelölés (The Art of Anal Sex 4)
- 2018 – Fan Award: Favorite female artist jelölés

XBIZ-díjak
- 2015 – Best revelation actress jelölés
- 2016 – Best sex scene in all sex movie jelölés (Just Jillian)
- 2017 – Best vignette movie sex scene jelölés (The Art of Anal Sex 2)
- 2018 – Female artist of the year

Nightmoves
- 2014 – Best New Starlet jelölés
- 2014 – Fan Awards jelölés

## Fordítás
Ez a szócikk részben vagy egészben  az   Adria Rae című angol Wikipédia-szócikk fordításán alapul.  Az eredeti cikk szerkesztőit annak laptörténete sorolja fel. Ez a jelzés csupán a megfogalmazás eredetét és a szerzői jogokat jelzi, nem szolgál a cikkben szereplő információk forrásmegjelöléseként.

## Külső linkek
- Ariana Marie az Internet Movie Database oldalon (angolul)
- Ariana Marie a Twitteren
- Ariana Marie az Instagramon